# Церова (община)
Церова (на словашки: Cerová) е село в окръг Сеница, Търнавски край, Западна Словакия. Населението му е 1098 души.
Разположено е на 303 m надморска височина, на 15 km южно от град Сеница. Площта му е 4,73 km². Кмет на селото е Ян Черешник.